# Distrito de Curicaca

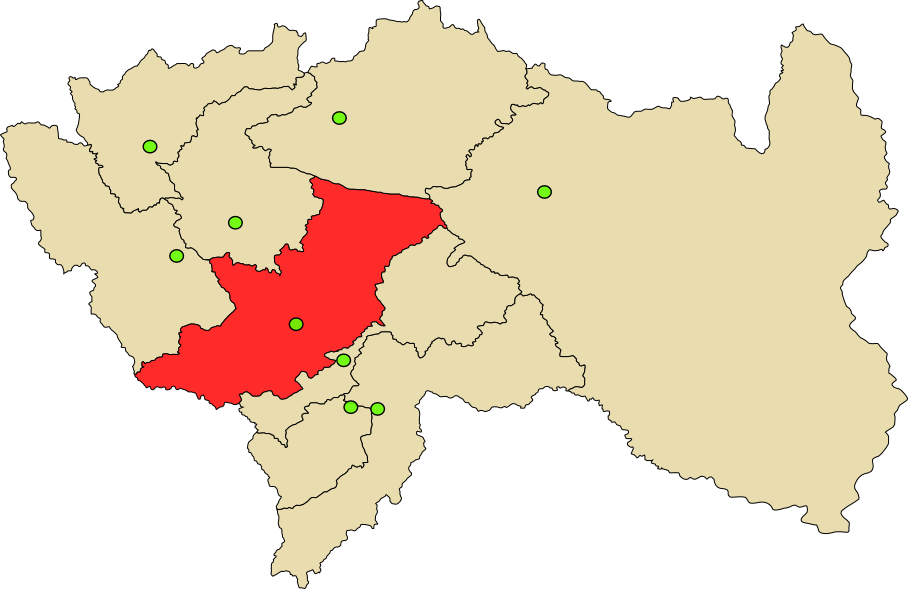
Provincia de Jauja en el Departamento de Junín

El Distrito de Curicaca es uno de los treinta y cuatro distritos que conforman la provincia de Jauja, ubicada en el Departamento de Junín, bajo la administración del Gobierno Regional de Junín, en la sierra central de Perú.
Dentro de la división eclesiástica de la Iglesia Católica del Perú, pertenece a la Vicaría IV de la Arquidiócesis de Huancayo

## Historia
El distrito fue creado mediante Ley del 2 de mayo de 1962, en el gobierno del Presidente Manuel A. Odría.

## Geografía
La superficie del distrito de Curicaca es 64,68 km² y se encuentra a 3 532 m s. n. m.

## Capital
Su capital El Rosario.

## División administrativa
-Centro poblado de Acaya
-Anexo Santa Cruz de Pacte
-Barrio El Rosario
-Barrio Chapopampa
-Barrio San Francisco
-Barrio Villa Planta

## Autoridades

### Municipales
- 2023 - 2026 Betho Nelson Ore Contreras, Partido Político Alianza para el Progreso.
- Regidores: Nicayela Teodora Bartolo Baca, Eleodoro Óscar Huatuco Muñoz, Anyela  Almira Mucha Cervantes, Milkiar Casas Casachagua, Blanca Aponte Bartolo.

- 2019 - 2022  Baluis Isla Luna.

- 2015 - 2018[2]
  - Alcalde: Manolo Aníbal Casas Contreras, Movimiento Junín Sostenible con su Gente (JSG).
  - Regidores: Estela Esther Cervantes Casachagua de Terreros (JSG), Maruja Poma Meza (JSG), Justo Germán Rosales Reyes (JSG), Richard Antonio De La Cruz Colca (JSG), Edwin Hugo Aponte Bartolo (Juntos por Junín).
- 2011-2014.[3][4]
  - Alcalde: Manolo Aníbal Casas Contreras, Movimiento político regional Perú Libre (PL).
  - Regidores: Gladys Victoria Meza Colca (PL), Elias Samuel Céspedes Cajas (PL), Maruja Poma Meza (PL), Hernán Epifanio Cervantes Torres (PL), Manuel Eucario Valentín Camacuari (Alianza para el Progreso).
- 2007-2010
  - Alcalde: Ing. Domingo Silos Camarena Huamán.
  - Regidores: Elvin Ibarra De La Cruz, Baluis Isla Luna, Eloy Luis Cervantes,Luzmila Huatuco Muñoz, Ingrid Espinoza Colca.
- 2003-2006
  - Alcalde: Ing. Domingo Silos Camarena Huamán
- Regidores: Elmer Curilla Rivera, Juana Espinoza Chavez, Rolando Molina Carhuancho, Roberto Rivera Rosales, Fidencio Briceño Rivera.

### Policiales
- Comisaría de Pachacayo
  - Comisario: Tnte PNP Williams Centeno Casana

### Religiosas
- Arquidiócesis de Huancayo[5]
  - Arzobispo de Huancayo: Mons. Pedro Barreto Jimeno, SJ.
  - Vicario episcopal: Pbro. Hermann Josef Wendling SS.CC.
- Parroquia Santa Fe[6]
  - Párroco: Pbro. Percy Castillo Vílchez.

## Educación

### Instituciones educativas
- IE San Francisco Javier
- IE Santísima Cruz De Mayo
- IE Pedro Dávila Calderón.

## Festividades
- Octubre: Virgen del Rosario o San Francisco Javier.